# Chaenostoma uncinatum
Chaenostoma uncinatum là một loài thực vật có hoa trong họ Huyền sâm. Loài này được (Desr.) Kornhall mô tả khoa học đầu tiên năm 2005.